# الحروب العثمانية المجرية
كانت الحروب العثمانية المجرية عبارة عن سلسلة من المعارك بين الدولة العثمانية ومملكة المجر في العصور الوسطى. في أعقاب الحرب الأهلية البيزنطية ومعركة كوسوڤو الحاسمة وبعد الاستيلاء العثماني على غاليبولي، كانت الدولة العثمانية على استعداد لغزو كامل لمنطقة البلقان، كما سعت وعبرت عن رغبتها في التوسع إلى شمال أوروبا الوسطى بدءًا من الأراضي المجرية.
تُوج نجاح الهجمات المجرية الأولى عند نجاح حملة ڤارنا الصليبية، ونظرًا لغياب الدعم الخارجي، هُزم المجريّون بعد فترة قصيرة. مع ذلك، عانى العثمانيون من هزائم في بلغراد (حصار بلغراد)، حتى بعد فتح القسطنطينية. قاوم فلاد الثالث المخوزق على وجه الخصوص، بمساعدة صغيرة من المجر، الحكمَ العثماني، حتى وضع العثمانيون شقيقه، وهو رجل أقل كُرهًا من قبل الشعب، على عرش الأفلاق. توقف نجاح الهجمات العثمانية مرة أخرى في مولدافيا بسبب التدخل المجري، لكن العثمانيين نجحوا أخيرًا عند سقوط كل من مولدافيا وبلغراد على التوالي، أمام السلطان بايزيد الثاني والسلطان سليمان القانوني. تغلب العثمانيون في عام 1526 على الجيش المجري في معركة موهاج متسببين في قتل ملك المجر لويس الثاني، إلى جانب 50,000 من فرسانه المدرعين. بعد هذه الهزيمة، أصبحت المنطقة الشرقية لمملكة المجر (ترانسيلفانيا بشكل رئيسي) خاضعة للدولة العثمانية، ومشاركة باستمرار في حرب أهلية مع المملكة المجرية. استمرت الحرب مع تأكيد آل هابسبورغ على صراعهم مع السلطان سليمان وخلفائه. تمكنت الأجزاء الشمالية ومعظم الأجزاء الوسطى في مملكة المجر، من التحرر من الحكم العثماني، وأصبحت أقوى ولاية في شرق فيينا، والتي كانت تحت حكم ماتياس كورفينوس ملك المجر وبوهيميا، مُقسمة ومُهددة بالغزو باستمرار من قبل الدولة العثمانية.

## نظرة عامة
في القرن الذي تلا وفاة عثمان الأول عام 1326، بدأ الحكم العثماني في الامتداد ببطء إلى شرق البحر الأبيض المتوسط ومنطقة البلقان، ثم تسارع نمط الانتشار في المنطقة. بعد الحصار والاستيلاء على قلعة جاليبولي في عام 1354، فُصلت الإمبراطورية البيزنطية عن أراضيها الأوروبية، وتحديدًا مدينة سلانيك الشهيرة بمايكل جونز (1995). (بامتلاكها عددًا أكبر من سكان لندن في ذلك الوقت) استولى البندقيون على المدينة في عام 1387، وكان النصر التركي في معركة كوسوفو عام 1389، بمثابة علامة فعلية على نهاية سيطرة القوة الصربية في المنطقة، ما مهد الطريق أمام التوسع العثماني في بقية البلدان الأوروبية.

## حروب البلقان والعثمانيين في فترة حكم ملك إمبراطورية المجر لويس الأول
غزى لويس الأول المجري في عام 1344، (الذي كان يحكم المجر بين 1342-1382 واكتسب لقب «الكبير»)، الأفلاقَ ومولدافيا وأنشأ نظامًا لإخضاعهم تحت سلطته. صد لويس وجيشه البالغ عدده 80 ألف جندي، جيوش ستيفان دوشان الصربية في دوقيات ماكفا وإمارة ترافونيا في عام 1349. عندما اقتحم القيصر دوشان أراضي البوسنة والهرسك، هجم عليه البوسني ستيبان الثاني بمساعدة قوات لويس وهزمه هزيمة نكراء. عندما شن دوشان هجمة جديدة، مُحاولًا السيطرة على الأراضي البوسنية ثانية عام 1354، تعرض للضرب المبرح من قبل الملك لويس. وقع الملكان اتفاقية سلام في عام 1355.
لم تكن حملاته الأخيرة في البلقان بهدف الغزو والاحتلال بقدر ما كانت بهدف جذب الصربيين والبوسنيين والإكيين والبلغاريين إلى مظلة العقيدة الكاثوليكية الرومانية وتشكيل جبهة موحدة ضد العثمانيين. كان من السهل نسبيًا السيطرة على بلدان البلقان الأرثوذكسية باستعمال الأسلحة، لكن تحويلهم لاعتناق دين جديد كان مسألة مختلفة. على الرغم من جهود لويس، بقيت شعوب البلقان وفية للكنيسة الأرثوذكسية الشرقية وظل موقفهم تجاه المجر غامضًا. استولى لويس على مولدافيا في عام 1352 وأنشأ إمارة تابعة لها وذلك قبل غزو فيدين عام 1365. أصبح حكام صربيا والأفلاق ومولدافيا وبلغاريا من مناصريه. لقد اعتبروا المجر قوة عظمى، وكانت بمثابة تهديد كبير ومحتمل لهويتهم الوطنية. لهذا السبب، لم تستطع المجر اعتبار الصربيين وسكان الأفلاق من الحلفاء الموثوقين في الحروب التي شُنت لاحقًا ضد العثمانيين. قاد لويس في ربيع عام 1365، حملة ضد المدينة البلغارية فيدين وحاكمها إيفان سراتسيمير. استولى لويس على مدينة فيدين في 2 مايو 1365، وكانت المنطقة تحت الحكم المجري حتى عام 1369.
زار الإمبراطور البيزنطي يوحنا الخامس باليولوج المجر في عام 1366، للتوسّل والحصول على مساعدة مجرية لردع الأتراك العثمانيين، الذين كانوا في صراع متزايد مع الدول التابعة للبلقان. يُعتقد أن معركة نيقوبولس (25 سبتمبر 1396)، كانت أول مواجهة بين المجر والإمبراطورية العثمانية، إذ قضى الجيش التركي الذي كان متوفقًا عدديًا في عهد سلطانهم الرابع بايزيد الأول، على مجموعة كبيرة من الملوك المسيحيين وفرسان الإسبتارية.

## تيمورلنك وفترة خلو العرش العثماني
على الرغم من هذه النجاحات العديدة، تعرض العثمانيون لانتكاسة كبيرة عندما هزم تيمورلنك العظيم، وهو قائد أوزبكي تابع للإمبراطورية التيمورية، السلطانَ العثماني بايزيد الأول الملقب بالصاعقة (سُمي بذلك لسرعة انتصاراته الساحقة ضد خصومه المسيحيين، وعلى الأخص انتصاره في معركة نيقوبولس)، في أنقرة في عام 1402. بعد عقد من المعارك الداخلية، انتصر السلطان محمد الأول أخيرًا وأعاد تأسيس الإمبراطورية العثمانية، ووافق الإمبراطور البيزنطي على شروطه وعلى دفع الجزية.

## حملات السلطان مراد الثاني العسكرية (1421–1451)
أثبت السلطان مراد الثاني، خليفة محمد الأول في الحكم، أنه رجل يتمتع بمهارات عسكرية أكبر بكثير من الحكام الذين سبقوه. لم يعد يعترف السلطان مراد الثاني في عام 1422 بالسلطة البيزنطية، ففرض حصارًا على القسطنطينية، التي أوشك على غزوها العثمانيون لتكون تابعة للدولة العثمانية. ولكنه تمكن إضافة إلى ذلك، من الاستيلاء على الأراضي المحيطة بالقسطنطينية. بعد أن أصبحت الدولة البيزنطية دولة ضعيفة لا تشكل أي تهديد يُذكر، بدأ مراد الثاني حربه ضد خصومه المسيحيين، إذ هاجم مقدونيا واستولى على مدينة سلانيك من البندقيين في عام 1430. هاجم العثمانيون ألبانيا بين عامي 1435 و 1436، لكن استطاعت البلاد النجاة من هذا الغزو بمساعدة مملكة المجر، التي تقع حدودها اليوم جنبًا إلى جانب مع الإمبراطورية العثمانية.